# Elefant (caçatancs)
|  | Aquest article tracta sobre el tanc. Vegeu-ne altres significats a «Elefant». |

The Panzerjäger Tiger (P) Elefant (Sd.Kfz. 184) era un caçatancs de la Wehrmacht alemanya de la Segona Guerra Mundial. Es van construir originalment amb el nom Ferdinand, a causa del seu dissenyador.

## Desenvolupament
El disseny va evolucionar des dels antics dissenys de 1941-42, així com els posteriors, però encara efectius, dissenys de la sèrie Marder. El xassís es va crear a partir de 90 Tiger I model Porsche ja construïts amb noves erugues i noves rodes d'acer.
Els motors eren col·locats en el centre del buc per donar espai per a l'armament situat en la part posterior en una estructura de caixa a sobre del xassís. El conductor i operador de ràdio se situaven en un compartiment separat en la part frontal. El canó utilitzat, el PaK 43/2 L/71 de 88 mm, era un disseny diferent dels famosos canons de 88 mm, que disparava un projectil diferent i més llarg que els del FlaK 18 o FlaK 36. El canó només tenia un moviment transversal d'uns 25 graus i una limitació igual per a l'elevació.

### Producció
Porsche havia fabricat uns cent bucs per a la seva proposta del tanc Tiger, el Porsche Tiger a la fàbrica Nibelungenwerke d'Àustria. Finalment, es va escollir el disseny de Henschel per a la producció, i els bucs de Porsche es van deixar sense utilitzar. Es va decidir, per tant, utilitzar aquests bucs com a base per a un nou caçacarros pesat, que muntaria el nou canó desenvolupat per Krupp PaK 43/2.
Es va afegir una planxa frontal de 100 mm el que duplicava el gruix del blindatge en la part frontal. Es van reemplaçar els dos motors refrigerats per aire per sengles Maybach HL 120 TRM. En total, es van convertir 90 bucs a la primavera de 1943. Després del seu desplegament en el Front Oriental, 48 dels cinquanta supervivents van ser modificats afegint-los una o dues metralladores MG34 i millores en l'òptica. Es va incrementar el pes a les 70 tones. A partir de les ordres de Hitler de l'1 i 27 de febrer de 1944, el vehicle va ser rebatejat com a Elefant.
Es van fabricar a més, tres vehicles de recuperació, Bergepanzer Tiger (P).

## Combat
Dos eren desplegats a nivell de companyia, algunes vegades dividides en seccions, amb infanteria o tancs protegint els flancs vulnerables dels vehicles. Tots els Ferdinand disponibles, excepte un, van ser utilitzats en la batalla de Kursk, on van veure combat per primera vegada. Encara que van destruir uns 320 tancs soviètics, el seu rendiment en altres aspectes era pobre. Moltes unitats se separaven i resultaven vulnerables a la infanteria.
Després d'això van ser modificats i van rebre el nom d'Elefant. Els Elefant van servir a Itàlia el 1944, i els últims supervivents van lluitar durant la batalla de Berlín. Només dos Elefant van sobreviure al final de la guerra, un capturat a Kursk i actualment al Museu de Kubinka als afores de Moscou; un altre capturat a Anzio i forma part de la col·lecció de l'Army Ordnance Museum.